# Mayerlin Mejía
Mayerlin Yanay Mejía Matos (3 de abril de 1994) es una deportista dominicana que compite en taekwondo. Ganó una medalla de oro en los Juegos Panamericanos de 2023, en la prueba de equipo.

## Palmarés internacional
| Juegos Panamericanos | Juegos Panamericanos | Juegos Panamericanos | Juegos Panamericanos |
| Año                  | Lugar                | Medalla              | Categoría            |
| -------------------- | -------------------- | -------------------- | -------------------- |
| 2023                 | Santiago (Chile)     | Medalla de oro       | Equipo               |